# Ateloglossa ochreicornis
Ateloglossa ochreicornis là một loài ruồi trong họ Tachinidae.